# Spectris
Spectris plc er en britisk producent af præcisionsmåleinstrumenter og kontrollere. Virksomheden er baseret i London og børsnoteret på London Stock Exchange. Den blev etableret af Richard Fairey i 1915, som Fairey Aviation Company med fokus på at fremstille vandflyvere.